# Schwabentorbrücke

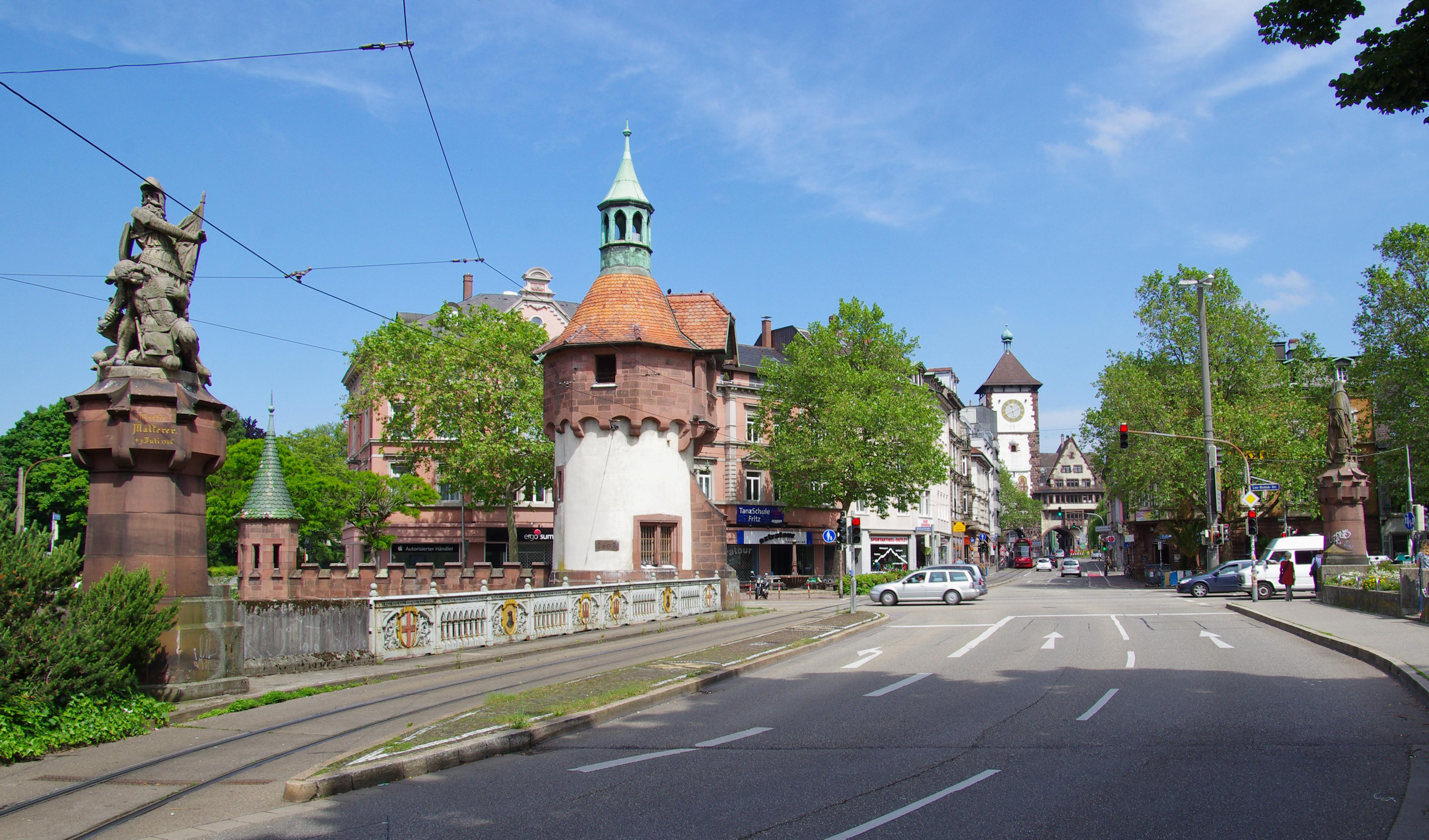
Aktuelles Bild mit allen Elementen der Brücke

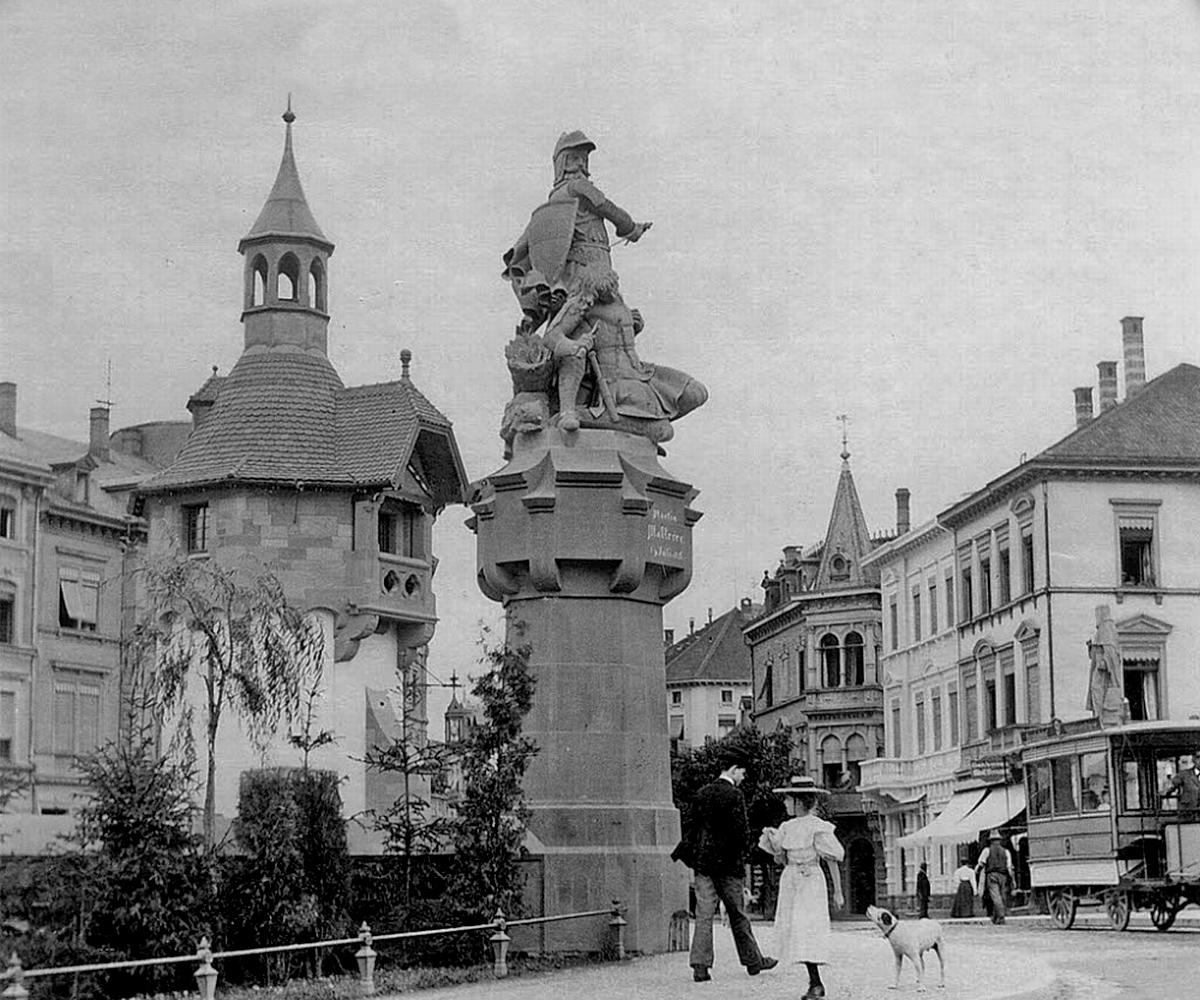
Fotografie von Hermann Dischler (1899)

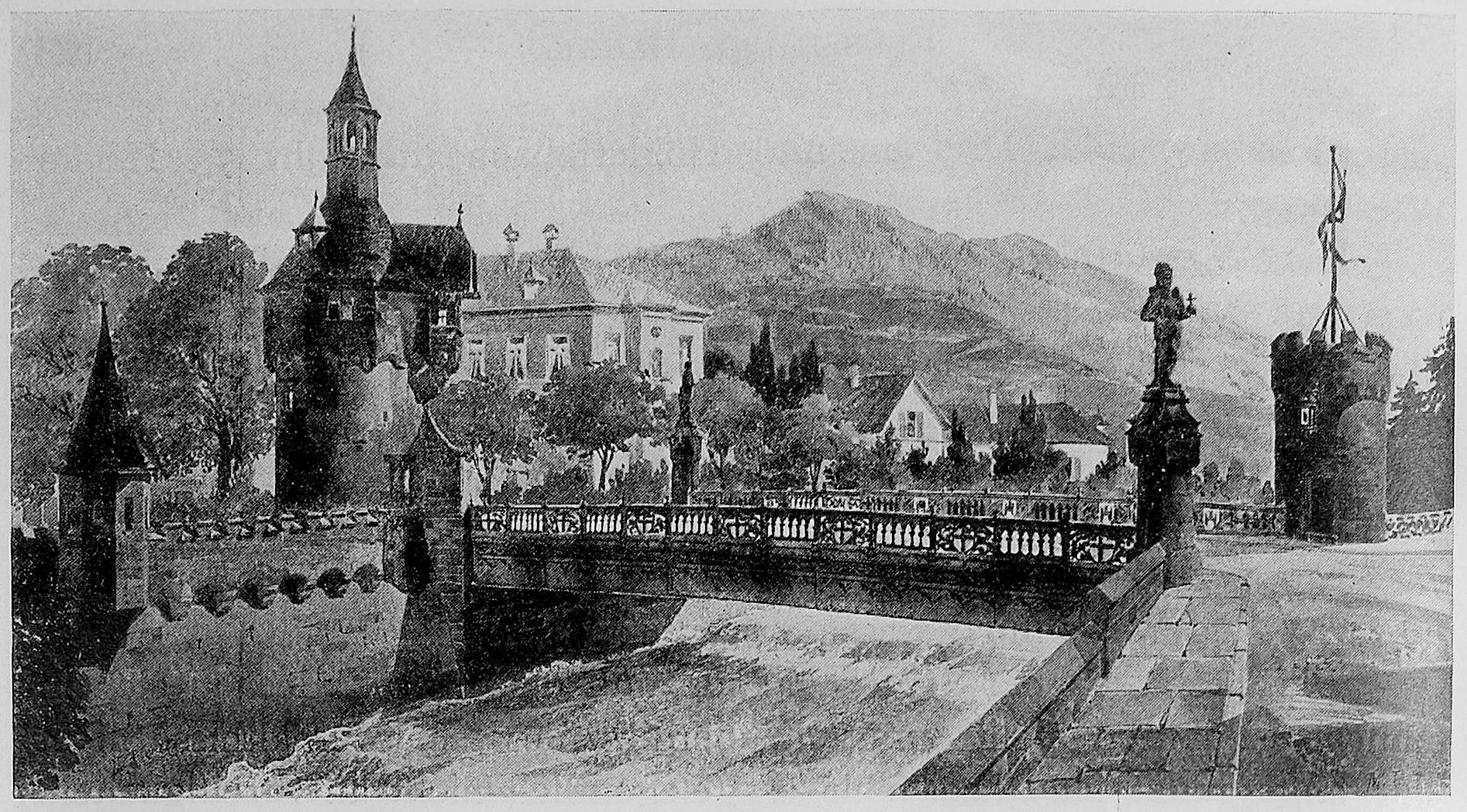
Bild der Brücke aus dem Buch Freiburg im Breisgau. Die Stadt und ihre Bauten 1898

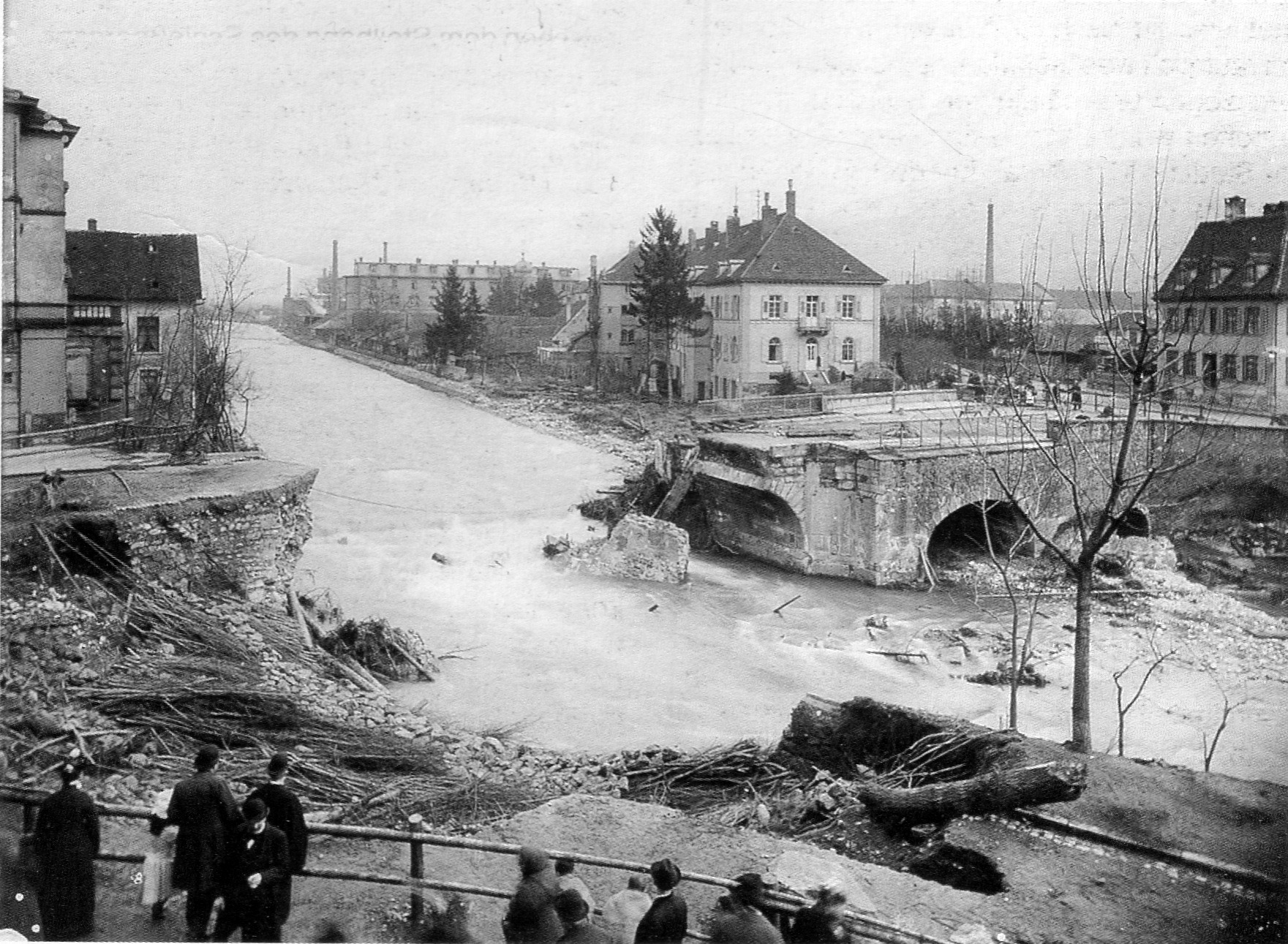
Durch Hochwasser zerstörte Schwabentorbrücke (1896)

Die Schwabentorbrücke ist eine der beiden ältesten Brücken in Freiburg im Breisgau. Der Übergang über die Dreisam führt vom Schwabentor, einem der beiden erhaltenen Stadttore Freiburgs, in Richtung Schwarzwald.

## Geschichte
An dieser Stelle standen im Laufe der Jahrhunderte mehrere Brücken in Holz- oder Steinbauweise. Nachdem ein Jahrhunderthochwasser am 8./9. März 1896 zwei der drei Bögen der Steinbrücke weggerissen hatte, wurde an diesem Dreisamübergang 1897–1898 eine Eisenbrücke mit architektonischer Ausgestaltung nach den durch den Freiburger Architekten Friedrich Bauer bearbeiteten Plänen von Hermann Billing errichtet. Die heutige moderne Betonbrücke stammt zu großen Teilen aus dem Jahr 1974, als die Eisenkonstruktion dem hohen Verkehrsbedarf nicht mehr gewachsen war. Die Neukonstruktion wurde an die Verkehrsführung der Leo-Wohleb-Straße angepasst und enthält Elemente der Brücke von 1898, so zum Beispiel das gusseiserne Geländer mit den Wappenfeldern.
Zur Brücke gehören zwei Türme und ein Brunnenhaus in neogotischer Bauweise und zwei in historisierender Weise von Julius Seitz gefertigte Skulpturen; diese stellen Albertus Magnus an der Nordseite und Martin Malterer mit Leopold III. von Habsburg an der Südseite dar. Die Brücke wurde so stilistisch dem Schwabentor angepasst. Der nördliche Turm diente der Hochwasserwache, der südliche beherbergte das Stellwerk für den Kronenmühlenkanal. Am Nordturm ist eine Tafel zur Erinnerung an die badischen Beamten Karl Siegel und Leopold Sonntag angebracht, die in der Nacht vom 8./9. März 1896 trotz Warnung der Feuerwehr sich selbst von der Standfestigkeit der Brücke überzeugen wollten, beim Einsturz vom Hochwasser mitgerissen wurden und ertranken. Ebenso erinnert dort ein Schlussstein aus dem Jahr 1609 an die frühere Steinbrücke. Auf dem Brunnen im Inneren des Brunnenhauses befand sich früher eine Gnom-Figur von Friedrich Meinecke, die inzwischen verschollen ist.
Schon bevor die Freiburger Straßenbahn ab dem 2. Dezember 1901 die Schwabentorbrücke passierte, fuhren Pferdeomnibusse vom Hauptbahnhof zur Nägelseestraße über die Brücke, als Vorläufer der Straßenbahnlinien B zum Alten Messplatz und C zur Lorettostraße. Heute fährt die Linie 1 von Landwasser nach Littenweiler über die Brücke.
Im Sommer 2019 fiel ein Dachziegel vom Brunnentürmchen. Daraufhin wurde das marode Türmchen provisorisch gestützt, es soll bei Gelegenheit restauriert werden. Im November 2020 berichtete die Badische Zeitung, dass auch das historische Geländer mit seinen Wappen roste. Ursprünglich habe es das auf beiden Seiten der Brücke gegeben, vermutet Hermann Hein von der Arbeitsgemeinschaft Freiburger Stadtbild. Sie seien bei dem Neubau wohl auf der Westseite gebündelt worden und dürften keinesfalls weiter verrotten. Die ganze Brücke steht unter Denkmalschutz, die Stadt sieht jedoch keinen dringenden Handlungsbedarf.

## Verkehrsführung und Nachbarbrücken
Heute fahren über die Schwabentorbrücke nur von Westen stadteinwärts kommende Fahrzeuge und die Straßenbahn. Stadtauswärts fahren Autos und Straßenbahnen über die Greiffeneggbrücke ⊙, die wenige Meter westlich der Schwabentorbrücke über die Dreisam führt und 1967 errichtet wurde. Im Bewusstsein der Bevölkerung gelten diese beiden Brücken als eine Einheit, vergleichbar mit der Kronenbrücke. Dazu trägt wohl auch bei, dass sich auf der Greiffeneggbrücke eine Straßenbahnhaltestelle mit der Bezeichnung „Schwabentorbrücke“ befindet. Etwa hundert Meter weiter östlich befindet sich die Leo-Wohleb-Brücke ⊙, die den von Osten kommenden Individualverkehr auf der B 31 aufnimmt. Für den Bau der darüber führenden Trasse mussten einige gut erhaltenen Gebäude weichen, das letzte 1972.

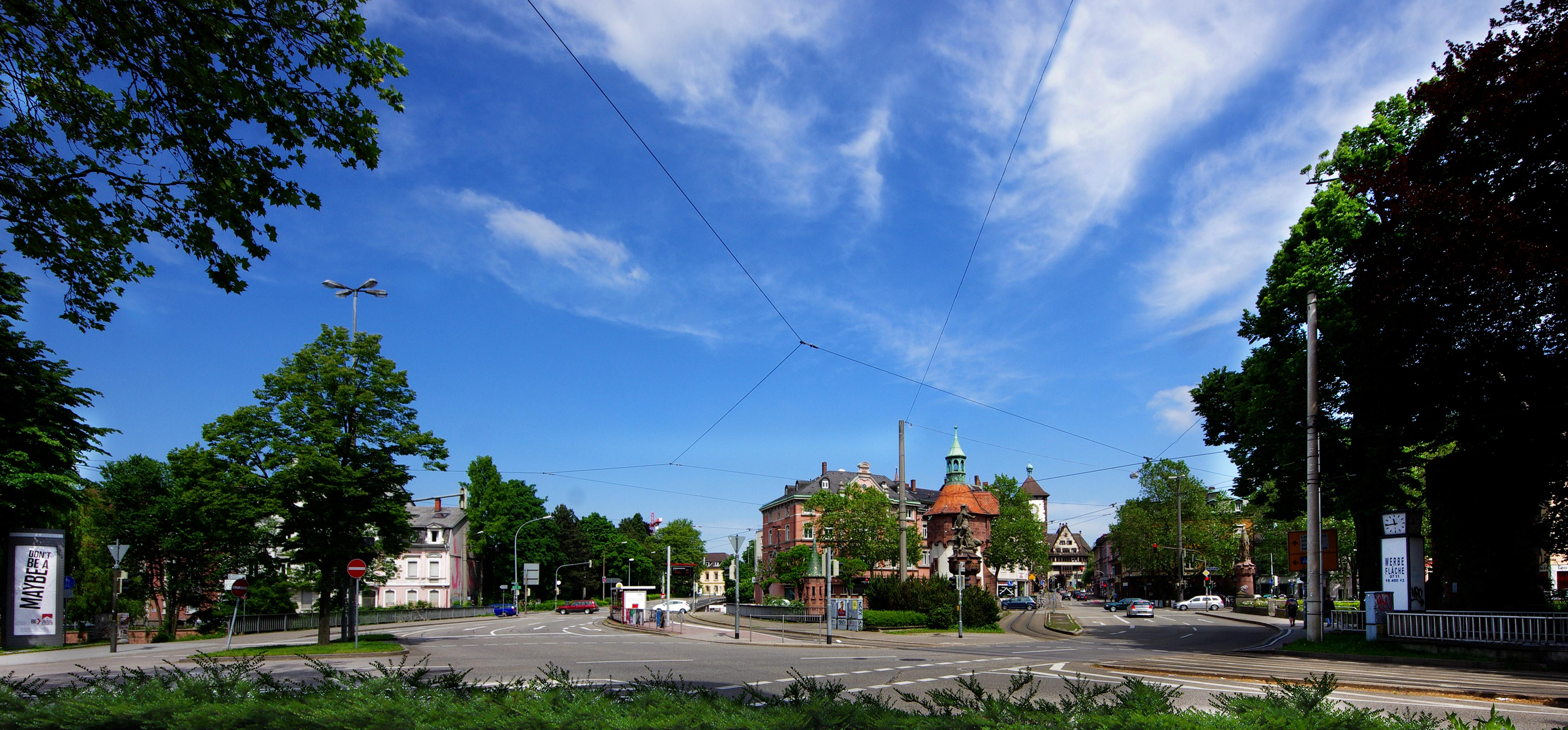
Schwabentor- mit Greiffeneggbrücke (links)
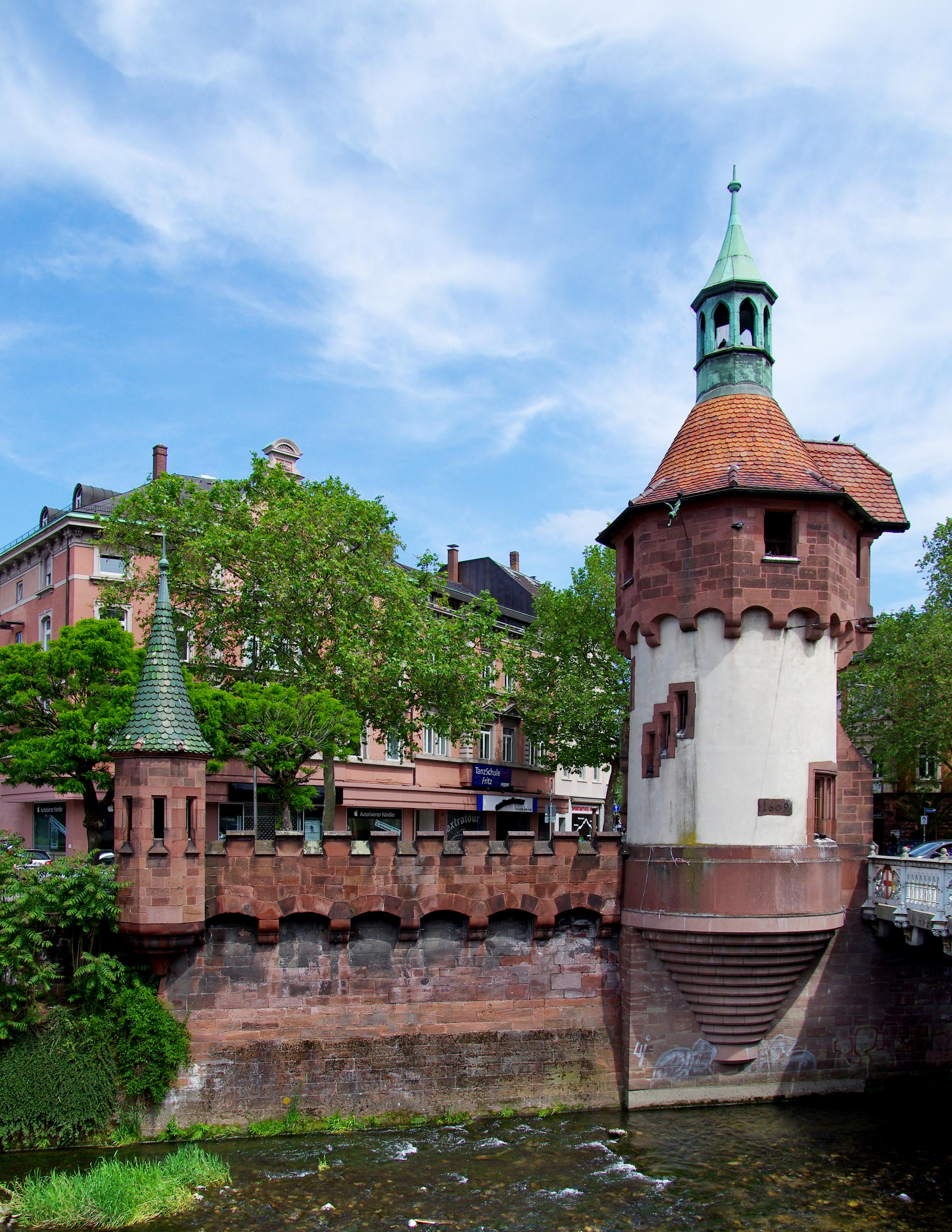
Nordturm mit Brunnenhaus
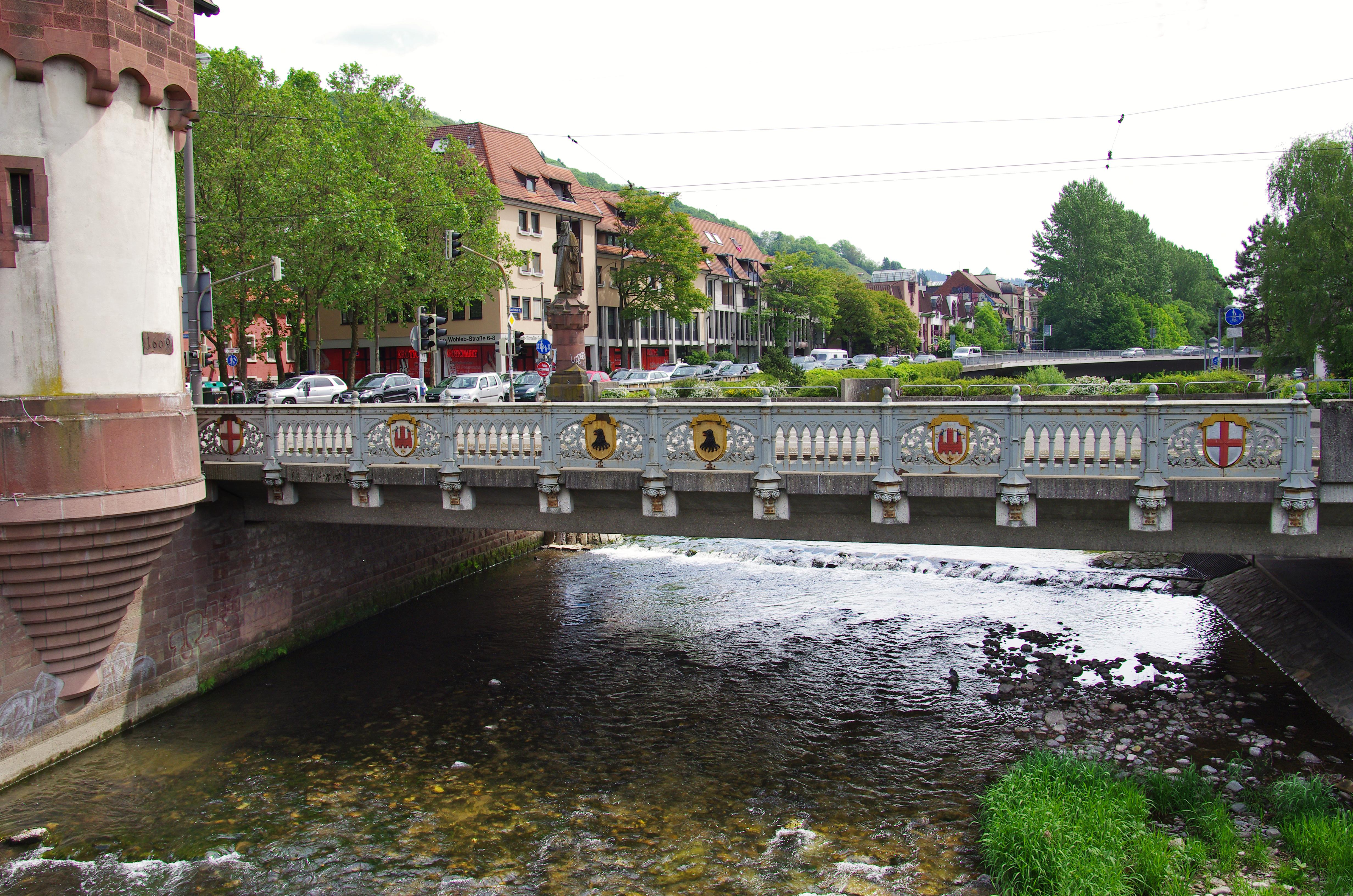
Das gusseiserne Geländer mit den Wappentafeln
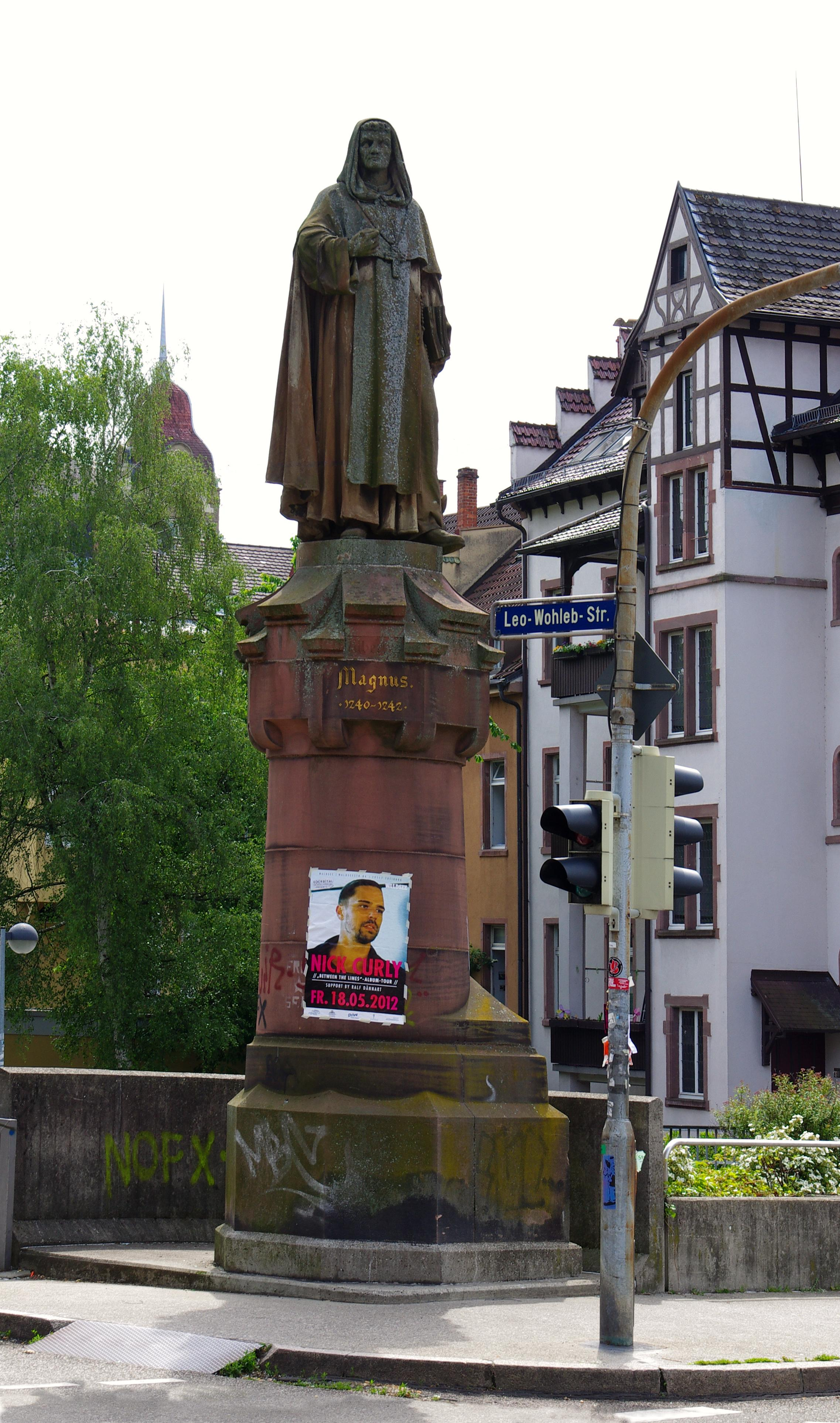
Albertus Magnus von Julius Seitz
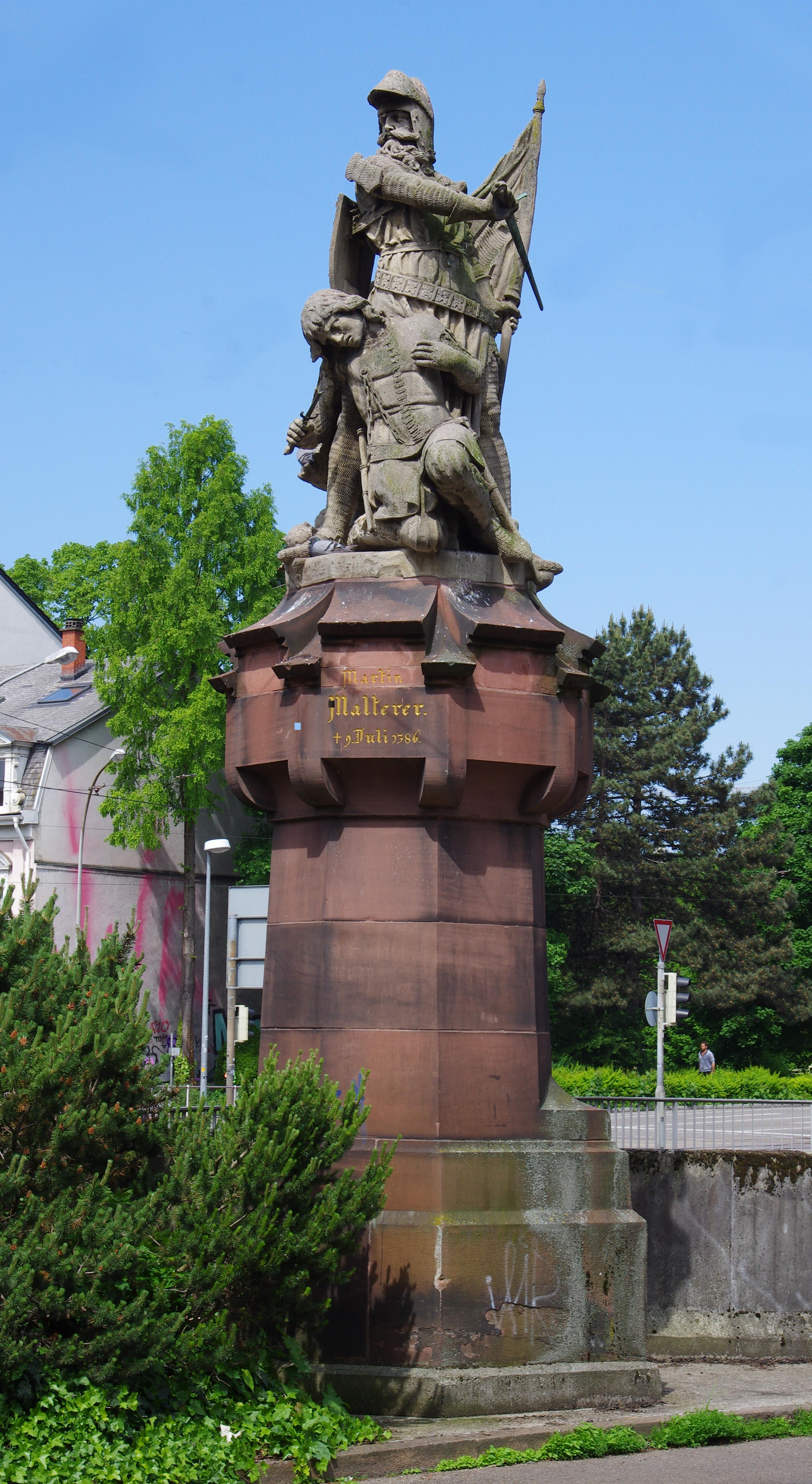
Martin Malterer von Julius Seitz
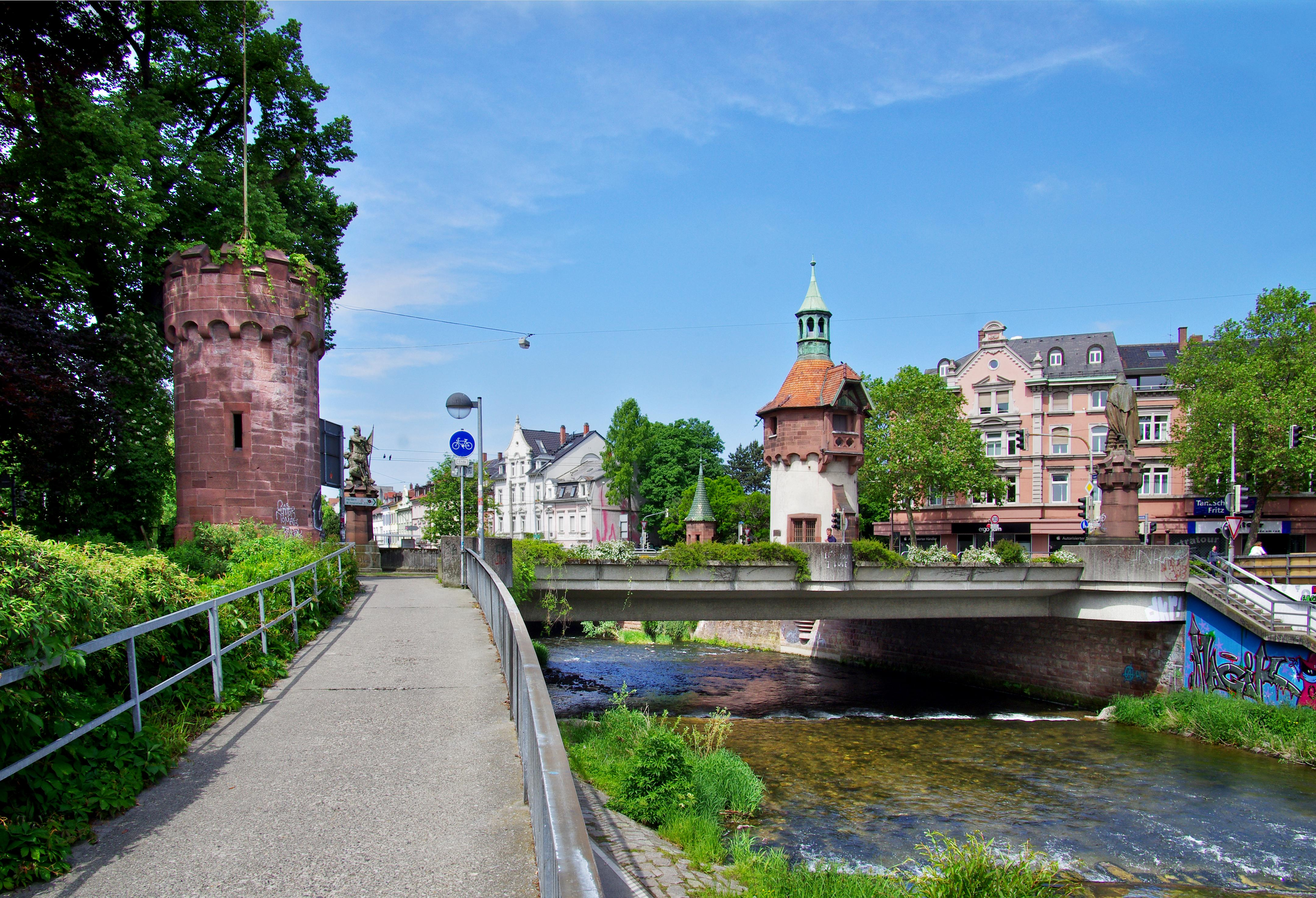
Blick auf die Brücke von Osten